# El Salvador (San Juan)
El Salvador é uma cidade da Argentina, localizada na província de San Juan